# Lottstetten
Lottstetten település Németországban, azon belül Baden-Württembergben. Lakosainak száma 2443 fő (2023. december 31.). Lottstetten Jestetten községgel határos.

## Népesség
A település népessége az elmúlt években az alábbi módon változott:
| Lakosok száma | 2069 | 2253 | 2238 | 2294 | 2386 | 2443 |
|               | 1975 | 2017 | 2019 | 2021 | 2022 | 2023 |